# Graham Ingerson
Hon. Graham Alexander Ingerson (* 27. August 1941) ist ein australischer Politiker der Liberal Party, der zwischen 1983 und 2002 Mitglied des South Australian House of Assembly, von 1996 bis 1998 stellvertretender Premierminister sowie mehrmals Minister war.

## Leben
Graham Alexander Ingerson absolvierte nach dem Besuch der Macclesfield Primary School, der Mt. Barker High School und der Adelaide Boys High School ein Pharmaziestudium an der University of Adelaide und war nach Abschluss des Studiums als Apotheker tätig. Er engagierte sich als Vizepräsident, Vorsitzender für Finanzen und Präsident des Apothekerverbandes von Südaustralien (Pharmacy Guild of South Australia). Nach dem Mandatsverzicht des früheren Premiers David Tonkin am 10. April 1983 wurde er für die Liberal Party bei der dadurch notwendigen Nachwahl (By-election) am 14. Mai 1983 im Wahlkreis Bragg erstmals zum Mitglied der South Australian House of Assembly gewählt, des Unterhauses des Parlaments von South Australia. Er vertrat diesen Wahlkreis bis zu seinem Verzicht auf eine erneute Kandidatur bei der Wahl am 9. Februar 2002, woraufhin seine Parteifreundin Vickie Chapman diesen Wahlkreis übernahm. Während seiner Parlamentszugehörigkeit war er unter anderem vom 11. Mai bis zum 7. Dezember 1992 stellvertretender Oppositionsführer (Deputy Leader of the Opposition) sowie zwischen dem 12. Februar 1992 und dem 6. August 1992 Mitglied des Ausschusses für Wirtschaft und Finanzen.
Nach dem Wahlsieg der Liberalen Partei bei der Wahl am 11. Dezember 1993 wurde Ingerson in die Regierung von Premier Dean Brown berufen und bekleidete in dieser zwischen dem 14. Dezember 1993 und dem 28. November 1996 die Ämter als Tourismusminister (Minister for Tourism) und Industrieminister (Minister for Industrial Affairs) sowie vom 22. Dezember 1995 bis zum 28. November 1996 auch als Minister für Freizeit, Sport und Rennsport (Minister for Recreation, Sport and Racing). Daneben war er zwischen dem 5. Juli 1995 und dem 4. Juli 1997 auch Präsidierendes Mitglied des Parlamentarischen Ausschusses für Arbeitssicherheit, Rehabilitation und Entschädigung.
In der darauf folgenden Regierung von Premier John Olsen fungierte er vom 28. November bis zum 12. Dezember 1996 zunächst weiterhin als Tourismusminister, Industrieminister und Minister für Freizeit, Sport und Rennsport. Zugleich fungierte er vom 28. November 1996 bis zum 7. Juli 1998 als stellvertretender Premierminister (Deputy Premier) und gehörte zudem zwischen dem 28. November 1996 und dem 3. August 1998 auch dem Exekutivrat (Executive Council) als Mitglied an. Außerdem war er als Nachfolger von Stephen Baker vom 28. November 1996 bis zu seiner Ablösung durch Rob Kerin am 7. Juli 1998 auch stellvertretender Parteivorsitzender (Deputy Leader of the South Australian Liberal Party). Nach einer ersten Umbildung der Regierung Olsen bekleidete er vom 12. Dezember 1996 bis zum 20. Oktober 1997 auch die Ämter als Minister für Rennsport (Minister for Racing), Polizeiminister (Minister for Police), Infrastrukturminister (Minister for Infrastructure) und als Minister für Rettungsdienste (Minister for Emergency Service). Nach der Wahl am 11. Oktober 1997 bildete Olsen am 20. Oktober 1997 seine Regierung abermals um. Daraufhin war Ingerson zwischen dem 20. Oktober 1997 und dem 3. August 1998 Minister für Industrie, Handel und Tourismus (Minister for Industry, Trade and Tourism) sowie zugleich vom 20. Oktober bis zum 17. Dezember 1997 auch Minister für Freizeit und Sport (Minister for Recreation and Sport) und Minister für Kommunalverwaltung (Minister for Local Government). Am 27. August 1998 wurde ihm der Höflichkeitstitel The Honourable verliehen.
Nach seinem Ausscheiden aus der Regierung fungierte Graham Ingerson zwischen dem 10. Dezember 1998 und dem 3. August 1999 als Mitglied des Sonderausschusses für Wasserzuteilung im Südosten sowie zudem vom 10. Dezember 1998 bis zum 21. Oktober 1999 als Mitglied eines Sonderausschusses für eine Heroin-Rehabilitationsstudie. Kurze Zeit später wurde er am 14. Februar 2000 als Cabinet Secretary Sekretär der Regierung Olsen und bekleidete dieses Amt bis zum 4. Oktober 2001. Daneben war er zwischen dem 7. Dezember 2000 und dem 15. Januar 2002 Mitglied des Ausschusses für Parlamentarische Verfahren und Praktiken, vom 3. Mai 2001 bis zum 15. Januar 2002 Mitglied des Ausschusses für Grundwasserressourcen im Südosten sowie außerdem zwischen dem 7. Juni 2001 und dem 15. Januar 2002 Mitglied des Ausschusses für den Schutz der Adelaide Park-Landschaften.

## Hintergrundliteratur
- Parliament of South Australia: Statistical Record of the Legislature 1836–2007 (Memento vom 11. März 2019 im Internet Archive)